# Ighil
Ighil (franska: Ighil (CR), Ighil (Commune Rurale), arabiska: أسني) är en kommun i Marocko.   Den ligger i provinsen Al Haouz och regionen Marrakech-Safi, i den centrala delen av landet, 400 km söder om huvudstaden Rabat. Antalet invånare är 5 619.